# Рокитно (Бяльский повет)
Рокитно (пол. Rokitno) — деревня в Бяльском повете Люблинского воеводства Польши. Административный центр одноимённой гмины Рокитно. Находится примерно в 15 км к северо-востоку от центра города Бяла-Подляска. По данным переписи 2011 года, в деревне проживало 782 человека.

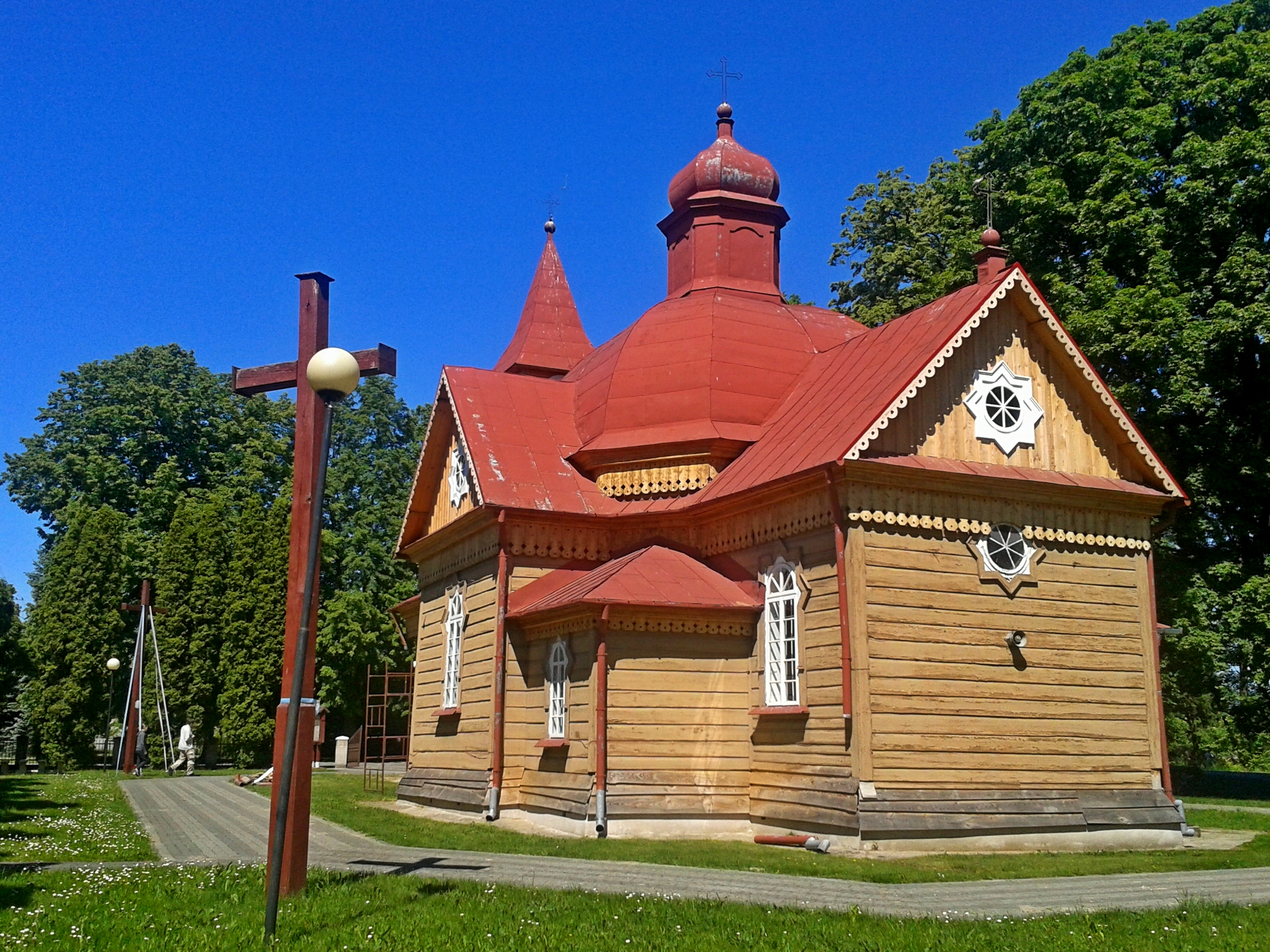
Приход во имя Святой Троицы

В 1975—1998 годах деревня входила в состав Бяльскоподляского воеводства.
Большинство жителей — католики, здесь находится римско-католический приход во имя Святой Троицы, приходской церковью которого является бывшая униатская, а затем православная церковь, возведённая в 1852—1859 годах. Пастырскую деятельность ведёт также собрание Церкви баптистских христиан, протестантская община евангельского характера.

## Население
Демографическая структура по состоянию на 31 марта 2011 года:
|         | Всего | До трудоспособного возраста | Трудоспособного возраста | Старше трудоспособного возраста |
| ------- | ----- | --------------------------- | ------------------------ | ------------------------------- |
| Мужчины | 409   | 104                         | 254                      | 51                              |
| Женщины | 373   | 85                          | 197                      | 91                              |
| Всего   | 782   | 189                         | 451                      | 142                             |